# Sangerhausen
Sangerhausen (pronunciación en alemán: /zaŋɐˈhaʊ̯zn̩/ⓘ) es una ciudad situada en el estado federado de Sajonia-Anhalt, Alemania. Tiene una población estimada, a fines de 2023, de 25 300 habitantes.